# Principado episcopal de Minden

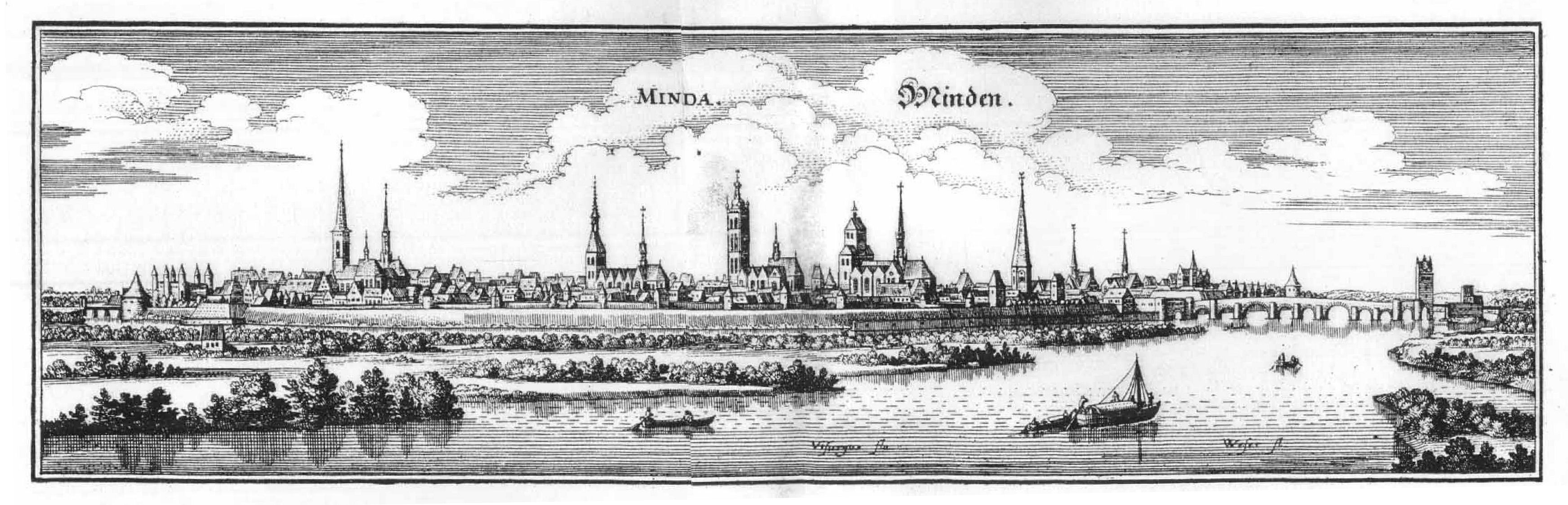
Vista histórica de Minden alrededor de 1647.

El principado episcopal de Minden (del alemán: Bistum Minden) (del alemán: Hochstift Minden) fue un estado del Sacro Imperio Romano Germánico. Su capital fue Minden que se encuentra en la actual Alemania. Su príncipe era a la vez el obispo de la diócesis de Minden.

## Historia
La diócesis fue fundada por Carlomagno en 803, después de que hubiera conquistado a los sajones. Estaba subordinado al Arzobispado-Electoral de Colonia. Se convirtió en Obispado Principesco de Minden (en alemán: Fürstbistum Minden) en 1180, cuando fue disuelto el Ducado de Sajonia. En el siglo XVI, la Reforma Protestante estaba empezando a coger fuerza en el Estado, bajo la influencia del Ducado de Brunswick-Luneburgo. Minden fue ocupado por Suecia en la Guerra de los Treinta Años en 1634, y fue secularizado. En la Paz de Westfalia fue dado al Margraviato de Brandeburgo como Principado de Minden (en alemán: Fürstentum Minden).
Desde 1719, el obispado-principado de Minden fue administrado por Brandeburgo-Prusia conjuntamente con el adyacente Condado de Ravensberg como Minden-Ravensberg. En 1807, se convirtió en parte del Reino de Westfalia. En 1814, fue devuelto a Prusia y se convirtió en parte de la prusiana Provincia de Westfalia.
En 1789, el principado tenía una extensión de 1100 km². Desde el norte, en el sentido de las agujas del reloj, bordeaba con: un exclave del Landgraviato de Hesse-Kassel (o Hesse-Cassel), el Electorado de Hanóver, el Condado de Schaumburg-Lippe, otro exclave de Hesse-Kassel, el Principado de Lippe, el Condado de Ravensberg, y el Obispado-Principado de Osnabrück. Las ciudades incluían Minden y Lübbecke.
La diócesis católica de Minden tras la toma de control sueco en 1634, desde un punto de vista eclesiástico, dejó de existir. La región de la diócesis, que comprendía además del obispado-principado parte de Brunswick-Wolfenbüttel y todo Schaumburg-Lippe, fue la primera diócesis en desaparecer y en ser asumida por el Vicariado Apostólico de la Misiones Septentrionales en 1667. Entre 1709 y 1780 la anterior región diocesana formó parte del Vicariado Apostólico de la Alta y Baja Sajonia, antes de ser reincorporada al Vicariado de las Misiones Septentrionales. En 1821 la anterior región diocesana de Minden dentro de las fronteras del obispado-principado fue incluida en la Diócesis de Paderborn, mientras que la parte perteneciente a Brunswick se convirtió en parte del Vicariado Apostólico de Anhalt y Brunswick en 1825, para unirse a la Diócesis de Hildesheim en 1834. La región de Schaumburg-Lippe se mantuvo dentro del Vicariado de Alemania Septentrional hasta su disolución en 1930, convirtiéndose en parte de la Diócesis de Osnabrück y de Hildesheim desde 1965.

## Obispos famosos
- San Erkanbert (803-813)
- San Hardward (813-853)
- San Theoderich (853-880)
- San Thietmar (1185-1206)
- Francisco de Waldeck (1530-53)
- Julio, Duque de Brunswick-Luneburgo (1553-54)
- Enrique Julio, Duque de Brunswick-Luneburgo (1582-85, Protestante)
- Cristián, Duque de Brunswick-Luneburgo (1599-1625, Protestante)
- Francisco de Wartenberg (1631-48), huye a Colonia en 1634 ante la ocupación de Minden por los suecos.